# Лойо-Майо, Хоакин
Хоакин Лойо-Майо (исп. Joaquín Loyo Mayo; 16 августа 1945, Веракрус — 27 декабря 2014, Кордова, Веракрус) — мексиканский теннисист и теннисный тренер. Игрок сборной Мексики в Кубке Дэвиса, призёр Олимпийского теннисного турнира (1968) в мужском парном разряде, десятикратный чампион Мексики и её первая ракетка в 1968—1973 годах.

## Спортивная карьера
Хоакин Лойо-Майо осваивал тонкости игры у мэтра мексиканского тенниса Эстебана Рейеса, который позже организовал для него спортивную стипендию на учёбу в США. С 1964 года Лойо-Майо выступал за сборную Мексики в Кубке Дэвиса, в общей сложности проведя за 12 лет 45 игр в составе сборной и одержав 17 побед в одиночном и 5 — в парном разряде. В национальном первенстве Мексики он завоевал десять чемпионских титулов и с 1968 по 1973 год оставался первой ракеткой Мексики.
В годы учёбы в Университете Южной Калифорнии, который Лойо-Майо окончил со степенью в области маркетинга, он успешно выступал в американских турнирах. Его высшим достижением была победа в одиночном разряде на турнире в Цинциннати в 1967 году, где в финале он обыграл чилийца Хайме Фильоля. На следующий год они уже в паре дошли в Цинциннати до финала, а на Олимпиаде в Мехико Лойо-Майо в паре с французом Пьером Дармоном дважды поднимался на пьедестал, заняв третье место в показательном и второе в выставочном турнире. В этом же году на Международном чемпионате Мексики он последовательно обыграл Мануэля Орантеса и лидера американского тенниса Артура Эша прежде, чем уступить в финале Рафаэлю Осуне.
В 1969 году, выступая за университет Южной Калифорнии, Лойо-Майо стал чемпионом Северной Америки среди студентов в одиночном разряде. В 1970 году он стал четвертьфиналистом чемпионата Франции в мужских парах, а через год дошёл до 1/8 финала в одиночном разряде на Уимблдоне. Незадолго до окончания игровой карьеры, в 1975 году, он вторично стал финалистом турнира в Цинциннати в парном разряде.
Дальнейшая тренерская карьера Лойо-Майо включала пост капитана женской сборной Мексики в Кубке Федерации. С 1989 года он работал тренером в Эджбастонском клубе в Бирмингеме (Великобритания) — старейшем теннисном клубе мира, а в последние годы жизни преподавал теннис в Кордове (штат Веракрус, Мексика). Он умер в конце декабря 2014 года.

## Финалы турниров вОткрытую эру

### Одиниочный разряд (0-1)
| Результат | Дата          | Турнир                        | Покрытие | Соперник в финале | Счёт в финале |
| --------- | ------------- | ----------------------------- | -------- | ----------------- | ------------- |
| Поражение | 6 апреля 1970 | Сент-Питерсберг, Флорида, США | Хард     | Ян Кодеш          | 3-6, 3-6, 3-6 |

### Мужской парный разряд (0-3)
| Результат | №  | Дата         | Турнир          | Покрытие | Партнёр       | Соперники в финале                | Счёт в финале |
| --------- | -- | ------------ | --------------- | -------- | ------------- | --------------------------------- | ------------- |
| Поражение | 1. | 7 июля 1968  | Цинциннати, США | Грунт    | Хайме Фильоль | Уильям Браун Рон Голдман          | 8-10, 3-6     |
| Поражение | 2. | 10 июня 1973 | Западный Берлин | Хард     | Рауль Рамирес | Ганс-Юрген Поман Юрген Фассбендер | 6-4, 4-6, 4-6 |
| Поражение | 3. | 28 июля 1975 | Цинциннати (2)  | Хард     | Марсельо Лара | Фил Дент Клифф Дрисдейл           | 6-7, 4-6      |